# Svetlana Kana Radević
Svetlana Kana Radević, cyr. Светлана Кана Радевић (ur. 21 listopada 1937 w Podgoricy, zm. 8 listopada 2000) – czarnogórska architektka.

## Życiorys

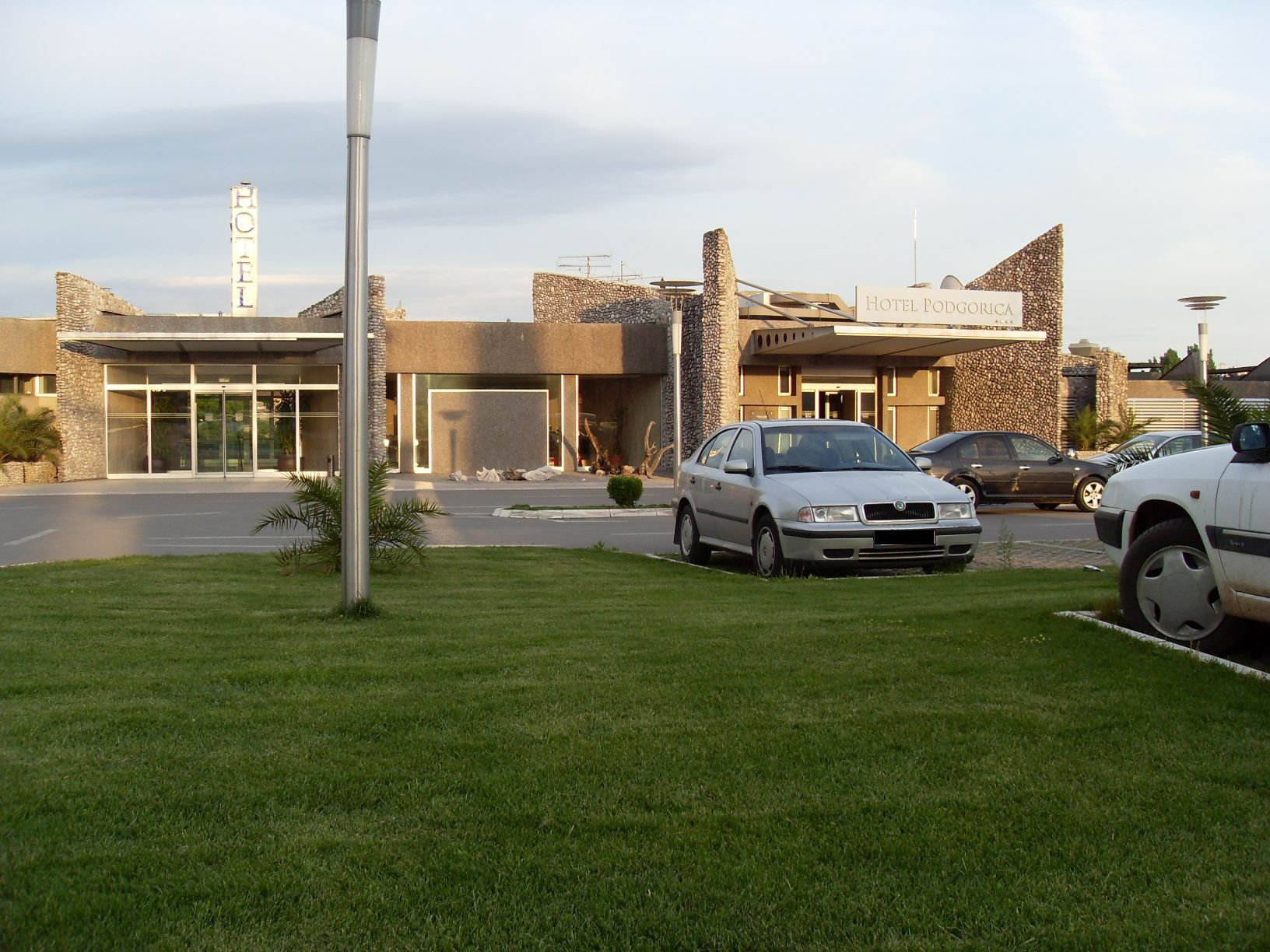
Hotel Podgorica

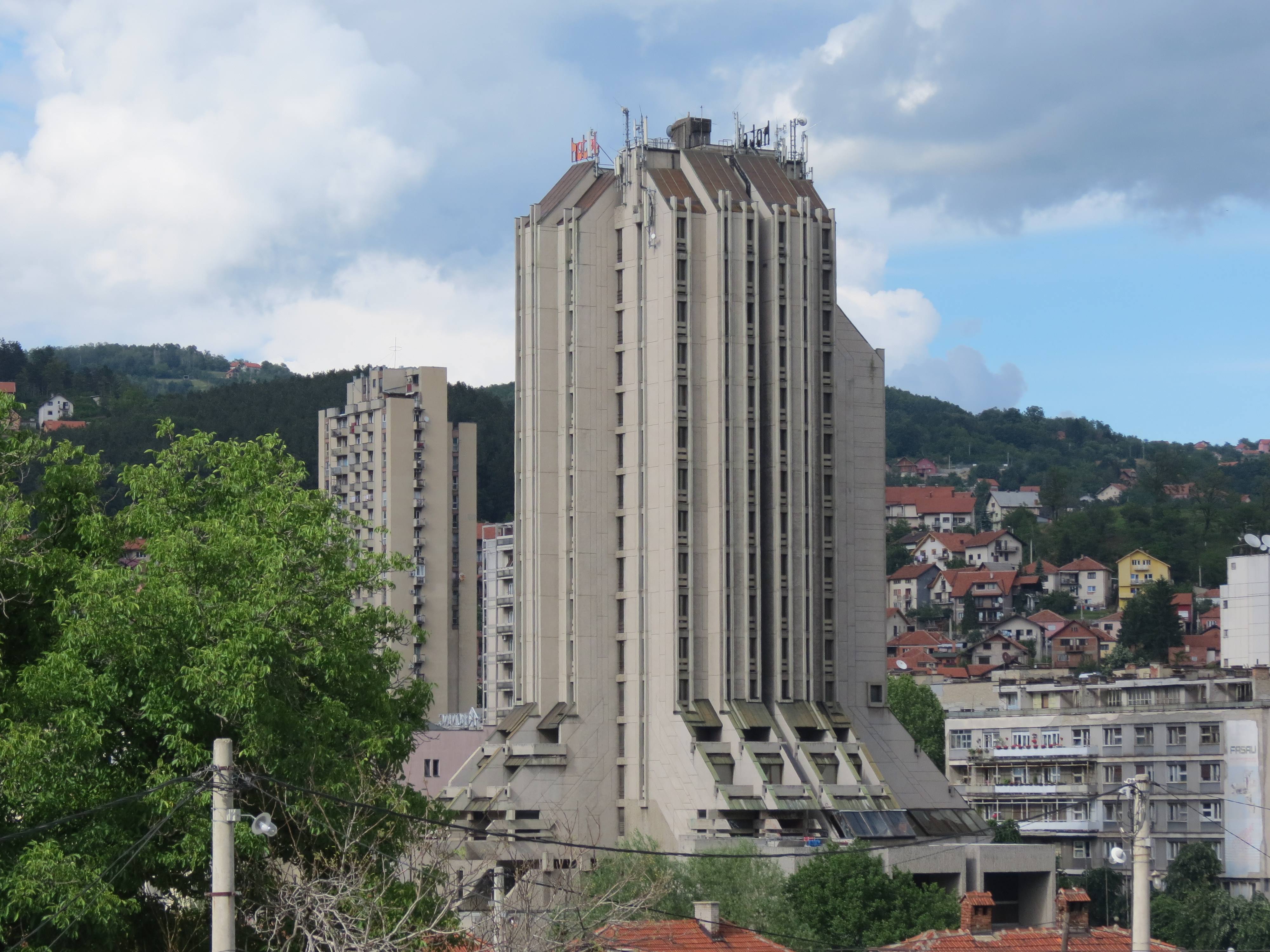
Hotel Zlatibor

Uczęszczała do szkół w Cetynii i Podgoricy. Ukończyła studia na Wydziale Architektury Uniwersytetu w Belgradzie, jednocześnie studiując historię sztuki na Wydziale Filozofii. Tytuł magistra zdobyła na Uniwersytecie Pensylwanii w pracowni Louisa Kahna, dzięki stypendium Fulbrighta. Zdobywała doświadczenie m.in. w Japonii, u Kishō Kurokawy.
Prace Radević są ważnym elementem architektury późnego modernizmu w Czarnogórze. Jej pierwszym znaczącym projektem był Hotel Podgorica, który oddano do użytku w święto narodowe Czarnogóry w 1967 r. Był to zarazem jeden z najważniejszych projektów jej kariery; przyniósł jej nagrodę federalną Borba, której została najmłodszą laureatką. Do ważniejszych budynków, które zaprojektowała, należą: dworzec autobusowy w Podgoricy, którego inspiracją był parlament w Czandigarh projektu Le Corbusiera (1968 r.), Hotel Mojkovac, który stromym spadem dachu nawiązuje do okolicznych gór (1968–1974), monumentalny pomnik w Barutana koło Podgoricy (1980 r.), Hotel Zlatibor w Užicach (1981 r.) oraz Instytut Leksykografii w Podgoricy (1984–1989). Przy wielu projektach współpracowała z siostrą, architektką Ljiljaną Radević.
Od 1994 r. była członkinią zagraniczną Rosyjskiej Akademii Budownictwa i Architektury, należała także do Dukelskiej Akademii Nauki i Sztuki (Dukljanska akademija nauka i umjetnosti). Została uhonorowana m.in. Trinaestojulską nagradą (pol. nagroda trzynastego lipca, 1968 r.) i Nagradą oslobođenja Podgorice, (pol. nagroda wyzwolenia Podgoricy, 1992 r.).
W 2018 r. jej projekty zostały zaprezentowane na wystawie zbiorowej poświęconej architekturze Jugosławii o nazwie Toward a Concrete Utopia: Architecture in Yugoslavia, 1948–1980 w Museum of Modern Art.